# 真阳县 (刘宋)
真阳县，中国古县名。
南朝宋改慎阳县置，治所在今河南省正阳县北。北齐废。隋朝大业初年，改真丘县复置。属汝南郡。唐朝载初元年（689年）改名淮阳县，神龙初复名真阳县。金朝属息州。元朝至元三年（1266年）废，寻复置。明朝洪武四年（1371年）废，弘治十八年（1505年）复置，移治今正阳县，属汝宁府。清朝雍正元年（1723年），避雍正帝讳改正阳县。